# خوسيه ماريا فيديليس دوس سانتوس
خوسيه ماريا فيديليس دوس سانتوس (بالبرتغالية: José Maria Fidélis‏) (مواليد 13 مارس 1944) هو لاعب كرة قدم. يلعب مع منتخب البرازيل لكرة القدم. سبق له أن لعب في كأس العالم لكرة القدم مع منتخب بلاده.

## روابط خارجية
- خوسيه ماريا فيديليس دوس سانتوس على موقع الاتحاد الدولي (مؤرشف)  (الإنجليزية)
- خوسيه ماريا فيديليس دوس سانتوس على موقع قاعدة بيانات كرة القدم.إي يو (الإنجليزية)
- خوسيه ماريا فيديليس دوس سانتوس على موقع ناشيونال فوتبول تيمز (الإنجليزية)
- خوسيه ماريا فيديليس دوس سانتوس على موقع عالم كرة القدم.نت (الإنجليزية)